# Prix Macavity
Le prix Macavity est un prix littéraire attribué annuellement par les membres du Mystery Readers International (en) récompensant des œuvres de littérature policière depuis 1987.
Le nom du prix est une référence au texte Macavity: the Mystery Cat publié dans l'ouvrage Old Possum's Book of Pratical Cats de T. S. Eliot.
Aux quatre catégories initiales (Meilleur roman, Meilleur premier roman, Meilleur ouvrage non fictionnel et Meilleure nouvelle) s'ajoute, depuis 2006, le Prix Sue-Feder décerné au meilleur roman policier historique de l'année.

## Catégorie Meilleur roman
- 1987 : A Taste for Death (Un certain goût pour la mort), P. D. James
- 1988 : Marriage is Murder (Jenny et les Femmes battues), Nancy Pickard
- 1989 : A Thief of Time (Le Voleur de temps), Tony Hillerman
- 1990 : A Little Class on Murder, Carolyn Hart
- 1991 : If Ever I Return Pretty Peggy-O (Retour dans les Appalaches), Sharyn McCrumb
- 1992 : I.O.U., Nancy Pickard
- 1993 : Bootlegger's Daughter (La Fille du bootlegger), Margaret Maron
- 1994 : The Sculptress (Cuisine sanglante), Minette Walters
- 1995 : She Walks These Hills (Le Fantôme des collines), Sharyn McCrumb
- 1996 : Under the Beetle's Cellar (Statues de sang), Mary Willis Walker
- 1997 : Bloodhounds (Un flic et des limiers), Peter Lovesey
- 1998 : Dreaming of the Bones (Une affaire très personnelle), Deborah Crombie
- 1999 : Blood Work (Créance de sang), Michael Connelly
- 2000 : The Flower Master, Sujata Massey
- 2001 : A Place of Execution (Au lieu d'exécution), Val McDermid
- 2002 : Folly, Laurie R. King
- 2003 : Winter and Night, S. J. Rozan
- 2004 : The House Sitter, Peter Lovesey
- 2005 : The Killing of the Tinkers (Toxic Blues), Ken Bruen
- 2006 : The Lincoln Lawyer (La Défense Lincoln), Michael Connelly
- 2007 : The Virgin of Small Plains (La Vierge de Small Plains), Nancy Pickard
- 2008 : What the Dead Know (Ce que savent les morts), Laura Lippman
- 2009 : Where Memories Lie (Les Larmes de diamant), Deborah Crombie
- 2010 : Tower (Tower), Ken Bruen et Reed Farrel Coleman
- 2011 : Bury Your Dead (Enterrez vos morts), Louise Penny
- 2012 : Claire DeWitt and the City of the Dead (La Ville des morts), Sara Gran
- 2013 : The Beautiful Mystery (Le Beau Mystère), Louise Penny
- 2014 : Ordinary Grace, William Kent Krueger
- 2015 : The Killer Next Door, Alex Marwood (en)
- 2016 : The Long and Faraway Gone, Lou Berney
- 2017 : A Great Reckoning (Un outrage mortel), Louise Penny
- 2018 : Magpie Murders, Anthony Horowitz
- 2019 : November Road,  Lou Berney
- 2020 : The Chain, Adrian McKinty
- 2021 : Blacktop Wasteland, S. A. Cosby

## Catégorie Meilleur premier roman
- 1987 : The Ritual Bath, Faye Kellerman et A Case of Loyalties, Marilyn Wallace
- 1988 : The Monkey’s Raincoat, Robert Crais
- 1989 : The Killings at Badger’s Drift, Caroline Graham
- 1990 : Grime and Punishment, Jill Churchill
- 1991 : Postmortem, Patricia Cornwell
- 1992 : Murder on the Iditarod Trail, Sue Henry et Zero at the Bone, Mary Willis Walker
- 1993 : Blanche on the Lam, Barbara Neely
- 1994 : Death Comes as Epiphany, Sharan Newman
- 1995 : Do Unto Others, Jeff Abbott
- 1996 : The Strange Files of Fremont Jones, Dianne Day
- 1997 : Death in Little Tokyo, Dale Furutani
- 1998 : Dead Body Language, Penny Warner
- 1999 : Sympathy for the Devil, Jerrilyn Farmer
- 2000 : Inner City Blues, Paula L. Woods
- 2001 : A Conspiracy of Paper, David Liss
- 2002 : Open Season, C. J. Box
- 2003 : In the Bleak Midwinter, Julia Spencer-Fleming
- 2004 : Maisie Dobbs, Jacqueline Winspear
- 2005 : Dating Dead Men, Harley Jane Kozak
- 2006 : Immoral, Brian Freeman
- 2007 : Mr. Clarinet, Nick Stone
- 2008 : In the Woods, Tana French
- 2009 : The Girl with the Dragon Tattoo, Stieg Larsson
- 2010 : The Sweetness at the Bottom of the Pie, Alan Bradley
- 2011 : Rogue Island, Bruce DeSilva
- 2012 : All Cry Chaos, Leonard Rosen
- 2013 : Don’t Ever Get Old, Daniel Friedman
- 2014 : A Killing at Cotton Hill, Terry Shames
- 2015 : Invisible City, Julia Dahl
- 2016 : Past Crimes, Glen Erik Hamilton
- 2017 : IQ, Joe Ide
- 2018 : The Lost Ones, Sheena Kamal
- 2019 : Dodging and Burning, John Copenhaver
- 2020 : One Night Gone, Tara Laskowski
- 2021 : Winter Counts, David Heska Wanbli Weiden

## Catégorie Meilleur ouvrage non fictionnel
- 1987 : 1001 Midnights, Marcia Muller et Bill Pronzini
- 1988 : Son of Gun in Cheek, Bill Pronzini
- 1989 : Silk Stalkings, Victoria Nichols et Susan Thompson
- 1990 : The Bedside Companion to Crime, H. R. F. Keating
- 1991 : Agatha Christie: The Woman and Her Mysteries by Gillian Gill
- 1992 : Talking Mysteries: A Conversation with Tony Hillerman, Tony Hillerman et Ernie Bulow
- 1993 : Doubleday Crime Club Compendium, Ellen Nehr
- 1994 : The Fine Art of Murder, édité par Ed Gorman
- 1995 : By a Woman's Hand, Dean James et Jean Swanson
- 1996 : Detecting Women, Willetta Heising
- 1997 : Detecting Women 2, Willetta Heising
- 1998 : Deadly Women, Jan Grape, Dean James et Ellen Nehr
- 1999 : Killer Books, Jean Swanson et Dean James
- 2000 : Ross Macdonald, Tom Nolan
- 2001 : The American Regional Mystery, Marvin Lachman
- 2002 : Writing the Mystery: A Start to Finish Guide for Both Novice and Professional, G. Miki Hayden
- 2003 : They Died in Vain: Overlooked, Underappreciated, and Forgotten Mystery Novels, édité par Jim Huang
- 2004 : Make Mine a Mystery: A Reader's Guide to Mystery and Detective Fiction, Gary Warren Niebuhr
- 2005 : Forensics for Dummies, D. P. Lyle, MD
- 2006 : Girl Sleuth: Nancy Drew and the Women Who Created Her, Melanie Rehak
- 2007 : Mystery Muses: 100 Classics That Inspire Today's Mystery Writers, édité par Jim Huang et Austin Lugar
- 2008 : The Essential Mystery Lists: For Readers, Collectors, and Librarians, édité par Roger Sobin
- 2009 : African American Mystery Writers: A Historical & Thematic Study, Frankie Y. Bailey
- 2010 : Talking About Detective Fiction, P. D. James
- 2011 : Agatha Christie's Secret Notebooks: Fifty Years of Mysteries in The Making de John Curran
- 2012 : The Sookie Stackhouse Companion, Charlaine Harris
- 2013 : Books to Die For: The World’s Greatest Mystery Writers on the World’s Greatest Mystery Novels, édité par John Connolly et Declan Burke
- 2014 : The Hour of Peril: The Secret Plot to Murder Lincoln Before the Civil War, Daniel Stashower
- 2015 : Writes of Passage: Adventures on the Writer's Journey, édité par Hank Phillippi Ryan
- 2016 : The Golden Age of Murder: The Mystery of the Writers Who Invented the Modern Detective Story, Martin Edwards
- 2017 : Sara Paretsky: A Companion to the Mystery Fiction, Margaret Kinsman
- 2018 : The Story of Classic Crime in 100 Books, Martin Edwards
- 2019 : The Real Lolita: The Kidnapping of Sally Horner and the Novel that Scandalized the World, Sarah Weinman
- 2020 : Hitchcock and the Censors, John Billheimer
- 2021 : H.R.F. Keating: A Life of Crime, Sheila Mitchell

## Catégorie Meilleure nouvelle
- 1987 : The Parker Shotgun, Sue Grafton
- 1988 : The Woman in the Wardrobe, Robert Barnard
- 1989 : Deja Vu, Doug Allyn
- 1990 : Afraid All the Time, Nancy Pickard
- 1991 : Too Much to Bare, Joan Hess
- 1992 : Deborah's Judgement, Margaret Maron
- 1993 : Henrie O's Holiday, Carolyn Hart
- 1994 : Checkout, Susan Dunlap
- 1995 : Cast Your Fate to the Wind, Deborah Adams et Unharmed, Jan Burke (ex-eaquo)
- 1996 : Evans Tries an O-Level, Colin Dexter
- 1997 : Cruel & Unusual, Carolyn Wheat
- 1998 : Two Ladies of Rose Cottage, Peter Robinson
- 1999 : Of Course You Know That Chocolate Is a Vegetable, Barbara D'Amato
- 2000 : Maubi and the Jumbies, Kate Grilley
- 2001 : A Candle for Christmas, Reginald Hill
- 2002 : The Abbey Ghosts, Jan Burke
- 2003 : Voice Mail, Janet Dawson
- 2004 : The Grass Is Always Greener, Sandy Balzo
- 2005 : The Widow of Slane, Terence Faherty
- 2006 : There Is No Crime on Easter Island, Nancy Pickard
- 2007 : Til Death Do Us Part, Tim Maleeny
- 2008 : Please Watch Your Step, Rhys Bowen
- 2009 : The Night Things Changed, Dana Cameron
- 2010 : On the House, Hank Phillippi Ryan
- 2011 : Swing Shift, Dana Cameron
- 2012 : Disarming, Dana Cameron
- 2013 : The Lord Is My Shamus, Barb Goffman
- 2014 : The Care and Feeding of Houseplants, Art Taylor
- 2015 : Honeymoon Sweet, Craig Faustus Buck
- 2016 : The Little Men, Megan Abbott
- 2017 : Parallel Play, Art Taylor
- 2018 : Windward, Paul D. Marks
- 2019 : English 398: Fiction Workshop, Art Taylor
- 2020 : Better, Art Taylor
- 2021 : Elysian Fields, Gabriel Valjan

## Catégorie Prix Sue-Feder du roman historique
- 2006 : Pardonable Lies, Jacqueline Winspear
- 2007 : Oh Danny Boy, Rhys Bowen
- 2008 : Mistress of the Art of Death (La Confidente des morts), Ariana Franklin
- 2009 : A Royal Pain, Rhys Bowen
- 2010 : A Trace of Smoke, Rebecca Cantrell
- 2011 : City of Dragons, Kelli Stanley
- 2012 : Dandy Gilver and the Proper Treatment of Bloodstains, Catriona McPherson
- 2013 : An Unmarked Grave, Charles Todd
- 2014 : Murder as a Fine Art (Portrait de l'assassin en artiste), David Morrell
- 2015 : A Deadly Measure of Brimstone, Catriona McPherson
- 2016 : The Masque of a Murderer, Susanna Calkins
- 2017 : Heart of Stone, James W. Ziskin
- 2018 : In Farleigh Field, Rhys Bowen
- 2019 : The Widows of Malabar Hill, Sujata Massey
- 2020 : The Secrets We Kept, Lara Prescott
- 2021 : Turn to Stone, James W. Ziskin

## Sources
: document utilisé comme source pour la rédaction de cet article.
- Claude Mesplède (dir.), Dictionnaire des littératures policières, vol. 2 : J - Z, Nantes, Joseph K, coll. « Temps noir », 2007, 1086 p. (ISBN 978-2-910-68645-1, OCLC 315873361).